# سیکانک (ماساچوست)
سیکانک(به انگلیسی: Seekonk) شهرکی در شهرستان بریستول ایالت ماساچوست می‌باشد که در سال ۱۸۱۲ بنیان‌گذاری شده‌است. این شهرک در سرشماری سال ۲۰۱۰ میلادی، ۱۳٬۷۲۲ نفر جمعیت داشته‌است.